# Ryenchinii Choinom
Ryenchinii Choinom (cirílico mongol: Ренчиний Чойном; Darkhan Sum, 1936 – 1978) fue un poeta y novelista de Mongolia en mongol y kazajo. 
Estudió en la Universidad Nacional de Mongolia y tuvo problemas con el régimen comunista. 

## Obras
- La hora del caballo de fuego (en mongol, Gal morin tsag, Гал морин цаг)
- La juventud (Zaluu nas, Залуу нас)
- Con una piedra del templo (Sümtei budaryn chuluu, Сүмтэй бударын чулуу)
- Estepa (Tal, Тал)
- Cuaderno rojo (Ulaan devter, Улаан дэвтэр)
- Hombre (Khün, Хүн)
- Carta a la hija (Ohindoo bichsen zahidal, Охиндоо бичсэн захидал)